# McCartney II
McCartney II är ett album från 1980 av den brittiske popartisten Paul McCartney.
När McCartney II spelades in hade inte Wings upphört, och Paul McCartney hade ännu inga tankar på att upplösa bandet. Det märks bland annat på att ett antal B-sidor fortfarande är inspelade med Wings.
Från början var det inte meningen att detta skulle bli en skiva, utan det handlade mest om lek i studion från Paul, som nyligen upptäckt synthesizern. När han sedan blev övertalad att ge ut låtarna på en skiva var avsikten först att ge ut den som ett dubbelalbum. Dock fick skivbolaget McCartney att ta bort fem låtar, använda två som B-sidor och korta ner några andra, och därmed kunde skivan ges ut som en enkel-LP. 
De låtar som togs bort var:
- "Blue Sway"
- "Bogey Wobble"
- "All You Horseriders"
- "Mr. H. Atom"
- "You Know I'll Get You"

Den första singeln från McCartney II var "Coming Up" med "Lunchbox/Odd Sox" och "Coming Up (live)" som B-sidor. Båda är med Wings. Därefter följde "Waterfalls" med "Check My Machine" på baksidan, samt "Temporary Secretary" med "Secret Friend" som B-sida. Innan LP:n kom dessutom julsingeln "Wonderful Christmastime" med Wings-låten "Rudolph the Red-Nosed Reggae" som B-sida.

## Låtlista
Alla låtar skrivna av McCartney om inget annat anges 
1. "Coming Up"
2. "Temporary Secretary"
3. "On the Way"
4. "Waterfalls"
5. "Nobody home"
6. "Front Parlour"
7. "Summer's Day Song"
8. "Frozen Jap"
9. "Bogey Music"
10. "Darkroom"
11. "One of These Days"
  - Den här låten är inspelad i helt annan stil än övriga. I stället för syntackompanjemang spelar McCartney här bara akustisk gitarr.

Senare versioner på CD har lagt till bonuslåtar.